# Jelizawieta Kuliczkowa
Jelizawieta Dmitrjewna Kuliczkowa, rus. Елизавета Дмитриевна Куличкова (ur. 12 kwietnia 1996 w Nowosybirsku) – rosyjska tenisistka, mistrzyni gry pojedynczej i podwójnej dziewcząt podczas Australian Open 2014.

## Kariera tenisowa
W rozgrywkach juniorskich zadebiutowała w 2009, wygrywając turniej w Ałmaty. W kwietniu 2012 odniosła swoje pierwsze turniejowe zwycięstwo w turnieju profesjonalnym – podczas imprezy w Antalyi pokonała Dalilę Jakupovič 7:5, 6:2. W styczniu 2013 dotarła do półfinału gry pojedynczej dziewcząt podczas Australian Open. W kwietniu tego roku zagrała w finale dużej imprezy rangi ITF w Stambule, w którym uległa Donnie Vekić 4:6, 6:7(4). Trzy miesiące później, w tym samym mieście, odniosła swoje drugie turniejowe zwycięstwo. W październiku, dzięki dzikiej karcie na Kremlin Cup, zadebiutowała w rozgrywkach WTA Tour. Kuliczkowa przegrała w pierwszej rundzie kwalifikacji z Sofią Arvidsson 3:6, 1:6. Na początku 2014 zwyciężyła w turnieju rangi ITF w Hongkongu. Trzy tygodnie później triumfowała w rywalizacji singlowej podczas Australian Open. W zawodach deblowych, grając w parze z Anheliną Kalininą, także odniosła zwycięstwo.
Łącznie triumfowała w 6 turniejach rangi ITF w grze pojedynczej.

## Wygrane turnieje rangi ITF
| turnieje z pulą nagród 100 000 $ |
| turnieje z pulą nagród 75 000 $  |
| turnieje z pulą nagród 50 000 $  |
| turnieje z pulą nagród 25 000 $  |
| turnieje z pulą nagród 15 000 $  |
| turnieje z pulą nagród 10 000 $  |

### Gra pojedyncza
|    | Data       | Turniej     | ($)    | Naw.   | Finalistka               | Wynik         |
| 1. | 23/04/2012 | Antalya     | 10 000 | twarda | Dalila Jakupovič         | 7:5, 6:2      |
| 2. | 08/07/2013 | Stambuł     | 25 000 | twarda | Kateryna Kozłowa         | 6:3, 4:6, 6:0 |
| 3. | 30/12/2013 | Hongkong    | 25 000 | twarda | Zarina Dijas             | 6:2, 6:2      |
| 4. | 22/06/2014 | Lenzerheide | 25 000 | ziemna | Louisa Chirico           | 7:5, 6:2      |
| 5. | 19/10/2014 | Bangkok     | 25 000 | twarda | Lesley Kerkhove          | 6:1, 6:0      |
| 6. | 23/03/2015 | Quanzhou    | 50 000 | twarda | Jeļena Ostapenko         | 6:1, 5:7, 7:5 |
| 7. | 17/07/2016 | Ołomuniec   | 50 000 | ziemna | Jekatierina Aleksandrowa | 4:6, 6:2, 6:1 |

## Finały juniorskich turniejów wielkoszlemowych

### Gra pojedyncza (1)
| Końcowy wynik | Rok  | Turniej         | Nawierzchnia | Przeciwniczka | Wynik finału |
| Zwyciężczyni  | 2014 | Australian Open | Twarda       | Jana Fett     | 6:2, 6:1     |

### Gra podwójna (1)
| Końcowy wynik | Rok  | Turniej         | Nawierzchnia | Partnerka         | Przeciwniczki               | Wynik finału |
| Zwyciężczyni  | 2014 | Australian Open | Twarda       | Anhelina Kalinina | Katie Boulter Ivana Jorović | 6:4, 6:2     |